# Kispereszlő
Kispereszlő (1899-ig Priszlop, szlovákul: Príslop, ukránul: Pryslop) község Szlovákiában, az Eperjesi kerület Szinnai járásában. Alsó- és Felsőpriszlop egyesülésével jött létre. Nevének előtagját a máramarosi Pereszlőtől megkülönböztetésül kapta.

## Fekvése
Szinnától 14 km-re északkelet-keletre, a Keleti-Beszkidekben, a Sztarinai-víztározó keleti oldalán fekszik.

## Története
1568-ban egy adóösszeírásban említik először, a homonnai uradalomhoz tartozott. Később a tőketerebesi pálos kolostor faluja lett. Régi görögkatolikus fatemploma 18. századi volt.
A 18. század végén Vályi András így ír róla: „PRISZLOP. Orosz falu Zemplén Vármegyében, földes Ura a’ Religyiói Kintstár, az előtt Terebesi Sz. Pál Remete Szerzetebéli Atyáknak birtokok vala, lakosai ó hitüek, fekszik a’ Sztakcsinyi járásban, Alsó Sztarina Dorához 1/2, Felső Kolbászóhoz pedig 1/4 órányira, határja 2 nyomásbéli, melly leginkább zabot terem, középszerűen árpát, tatárkát, krompélyt; hegyes, vőlgyes, követses, sovány; erdeje elég, kenyérben szűkölködik, piatza Homonnán, és Ungváron.”
1820-tól az eperjesi görögkatolikus püspökség birtoka volt.
Fényes Elek 1851-ben kiadott geográfiai szótárában így ír a faluról: „Priszlop, orosz falu, Zemplén vmegyében, Szinna fil. 163 gör. kath., 8 zsidó lak., 215 hold sovány szántófölddel, erdővel. Ut. p. Szobráncz.”
Borovszky Samu monográfiasorozatának Zemplén vármegyét tárgyaló része szerint: „Kisperesztő, előbb Priszlop, ruthén kisközség 22 házzal és 168 lakossal, a kik gör. kath. vallásúak. Postája Czirókaófalu, távírója és vasúti állomása Nagyberezna. A homonnai uradalom tartozéka volt s a XVII. században a terebesi pálosok kapták. Azután vallásalapítványi birtok lett, majd az eperjesi gör. kath. káptalané és most is ezé. Gör. kath. templomának építési ideje meg nem állapítható.”
1920 előtt Zemplén vármegye Szinnai járásához tartozott, majd az újonnan létrehozott csehszlovák államhoz csatolták. 1939 és 1945 között ismét Magyarország része.
Régi fatemploma 1944-ben elpusztult. Helyére épült fel a mai templom.

## Népessége
| Év:            | 1994. | 2004.    | 2014.   | 2024. |
| -------------- | ----- | -------- | ------- | ----- |
| Emberek száma: | 95    | 66       | 60      | 39    |
| Eltérés:       |       | -30,52 % | -9,09 % | -35 % |

| Év:            | 2023. | 2024.   |
| -------------- | ----- | ------- |
| Emberek száma: | 37    | 39      |
| Eltérés:       |       | +5,40 % |

1910-ben 159, túlnyomórészt ruszin anyanyelvű lakosa volt.
2001-ben 72 lakosából 53 szlovák, 13 ruszin és 4 ukrán volt.
2011-ben 58 lakosából 33 szlovák és 22 ruszin volt.

## Nevezetességei
- Görögkatolikus temploma 1993-ban épült, ma a kistopolyai plébánia filiájaként működik.
- Petrasovics-kereszt (1888).